# Canthidium collare
Canthidium collare är en skalbaggsart som beskrevs av François Louis Nompar de Caumont de Laporte 1840. Canthidium collare ingår i släktet Canthidium och familjen bladhorningar. Inga underarter finns listade.